# Тропонін С

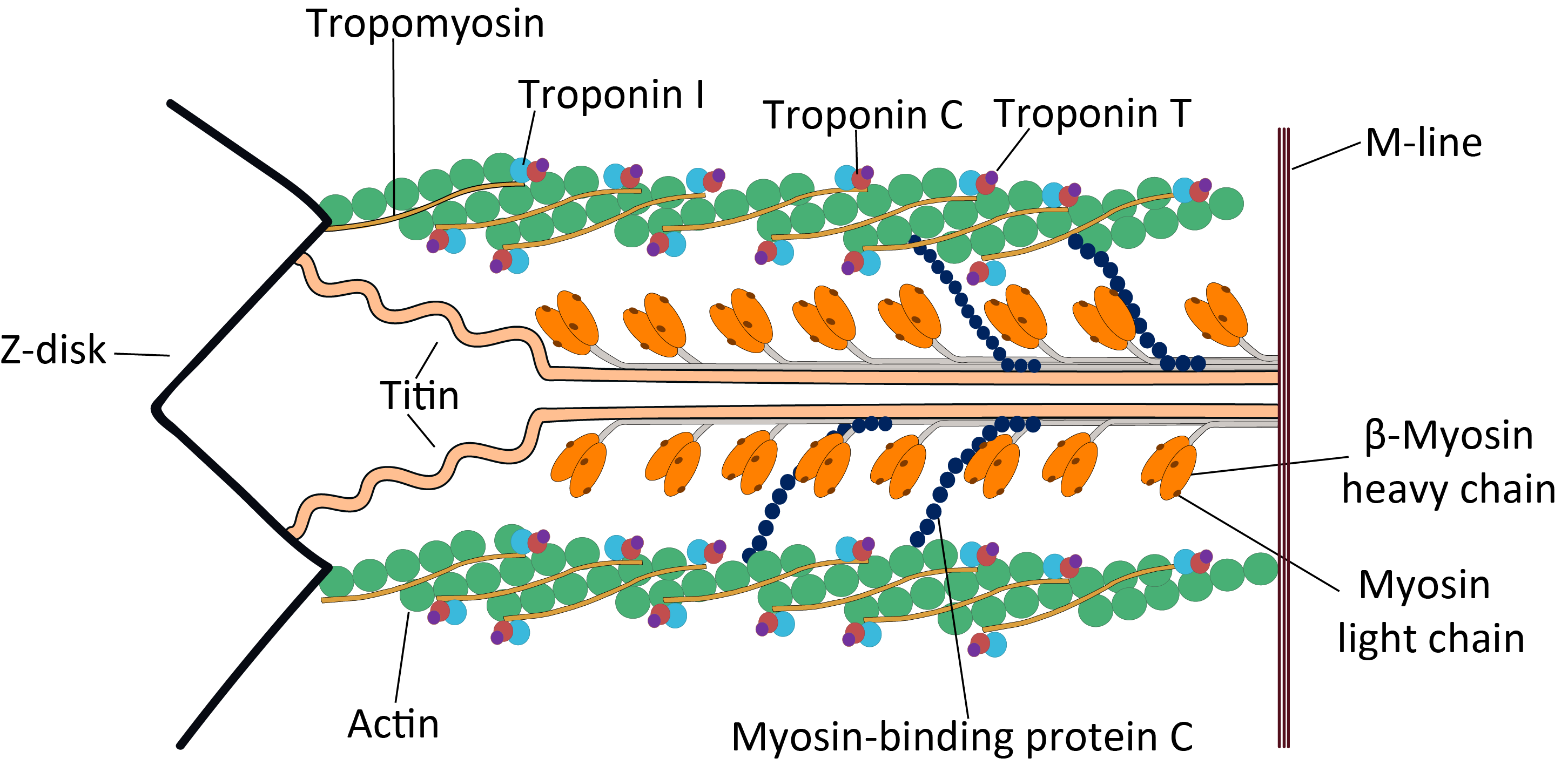
Структура серцевого саркомера, що містить тропонін С

Тропонін

Тропонін С є білком, який є частиною тропонінового комплексу. Він містить чотири кальційзв’язуючі EF ділянки, хоча різні ізоформи можуть мати менше чотирьох функціональних кальційзв’язуючих субдоменів. Він є компонентом тонких філаментів разом з актином і тропоміозином. Він містить пелюстки N і пелюстки C. С-частка виконує структурну функцію і зв’язується з доменом N тропоніну I (TnI). С-частка може зв'язувати або Ca2+, або Mg2+ . Частка N, яка зв’язує лише Ca2+, є регуляторною часткою і зв’язується з доменом C тропоніну I після зв’язування кальцію.

## Ізоформи
Тканеспецифічні підтипи:
- Повільний тропонін C, TNNC1 (3p21.1 OMIM 191040)
- Швидкий тропонін C, TNNC2 (20q12-q13.11, OMIM 191039 )

## Мутації
Точкові мутації можуть відбуватися в тропоніні С, викликаючи зміни зв’язування Ca2+ і Mg2+ і структури білка , що призводить до аномалій скорочення м’язів.   У серцевому м’язі вони пов’язані з дилатаційною кардіоміопатією (ДКМП) і гіпертрофічною кардіоміопатією (ГКМП).
Ці відомі точкові мутації:
- A8V
- D145E
- A31S
- C84Y
- E134D
- Y5H
- I148V

## Дивіться також
- Тропонін
- Тропонін Т
- Тропонін І
- Білок, що зв'язує кальцій
- Розсувна нитяна модель